# آشا (شهر)
شهر آشا (به روسی: Аша) در کشور روسیه و در اوبلاست چلیابینسک واقع شده‌است.